# Représentations diplomatiques en Pologne

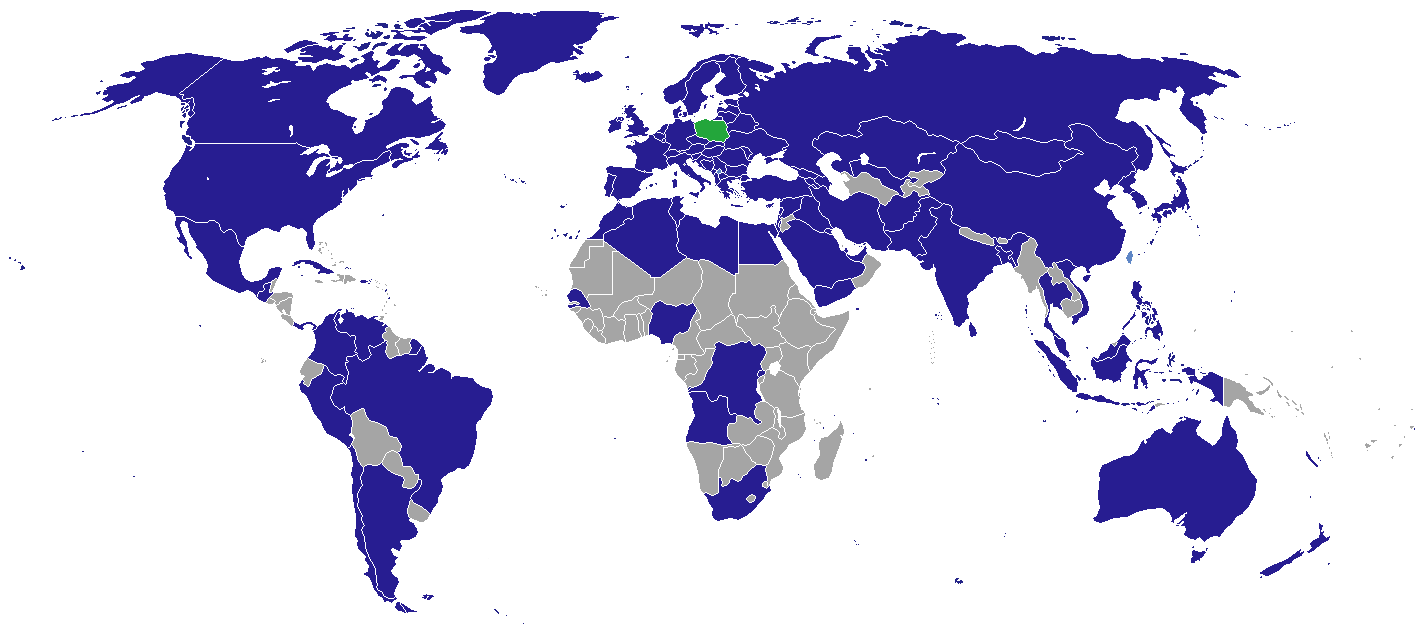
Carte des missions diplomatiques en Pologne

Les représentations diplomatiques en Pologne sont actuellement au nombre de 97. Il existe de nombreuses délégations et bureaux de représentations des organisations internationales et d'entités infranationales dans la capitale Varsovie.

## Ambassades à Varsovie
| - Afghanistan - Afrique du Sud - Albanie - Algérie - Allemagne - Angola - Arabie saoudite - Argentine - Arménie - Australie - Autriche - Azerbaïdjan - Bangladesh - Belgique - Biélorussie - Bosnie-Herzégovine - Brésil - Bulgarie - Canada - Chili - Chine - Chypre - Colombie - Corée du Nord - Corée du Sud - Croatie - Cuba - Danemark - Égypte - Émirats arabes unis - Espagne - Estonie - États-Unis | - Finlande - France - Géorgie - Grèce - Hongrie - Inde - Indonésie - Irak - Iran - Irlande - Islande - Israël - Italie - Japon - Kazakhstan - Koweït - Lettonie - Liban - Libye - Lituanie - Luxembourg - Macédoine du Nord - Malaisie - Malte - Maroc - Mexique - Moldavie - Mongolie - Monténégro - Nigeria - Norvège - Nouvelle-Zélande - Ouzbékistan | - Pakistan - Palestine - Panama - Pays-Bas - Pérou - Philippines - Portugal - Qatar - République démocratique du Congo - Roumanie - Royaume-Uni - Russie - Rwanda - Sénégal - Serbie - Slovaquie - Slovénie - Sri Lanka - Suède - Suisse - Syrie - Tchéquie - Thaïlande - Tunisie - Turquie - Ukraine - Uruguay - Vatican - Venezuela - Viêt Nam - Yémen |

## Mission diplomatique
- Taïwan

## Missions diplomatiques non résidentes
- République centrafricaine (Paris)
- Sierra Leone (Moscou)
- Maldives (Berlin)